# Petra Škofic
Petra Škofic, slovenska političarka, * 21. april 1966.
Od 1. junija 2022 do 11. marca 2024 je bila vodja kabineta predsednika vlade v 15. slovenski vladi pod vodstvom Roberta Goloba.

## Kariera
Petra Škofic je diplomirala na Višji upravni šoli v Ljubljani, smer javne uprave. V obdobju med 1988 in 1990 je bila organizacijska sekretarka na Republiški konferenci Zveze socialistične mladine Slovenije ter kasneje svetovalka za odnose z javnostmi v Liberalni demokraciji Slovenije. Funkcijo je opravljala tudi v državnem zboru v obdobju od 1994 do 1997, na ministrstvu za kulturo od 1997 do 2006, pa tudi na ministrstvu za notranje zadeve. Do 2022 je bila zaposlena Lutkovnem gledališču Ljubljana. Bila je tudi članica sveta Cankarjevega doma in sveta RTV Slovenija.

### Politika
Med letoma 2013 in 2014 je bila zaposlena kot vodja kabineta ministra za kulturo, ki je bil takrat Uroš Grilc. Junija 2022 jo je Vlada Republike Slovenije imenovala na mesto državne sekretarke v kabinetu predsednika vlade Roberta Goloba, kjer je opravljala službo vodje kabineta.
8. marca 2024 je Petra Škofic potrdila, da odhaja s funkcije vodje premierjevega kabineta. Podrobnosti o odhodu ni razkrila. Informacija o odhodu je prišla v javnost isti teden, ko je bila razrešena tudi državna sekretarka Kaja Širok ter ko je svoj umik napovedala generalna sekretarka Gibanja Svoboda Vesna Vuković. Škofičevo je na položaju zamenjal Luka Špoljar.